# Дварим (недельная глава)

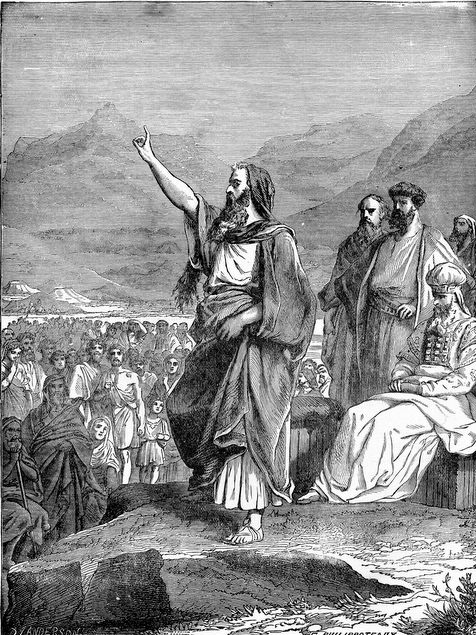
Моше говорит с народом Израиля. Гравюра Феликса-Эмманюэля-Анри Филиппото, XIX век.

Дварим (ивр. דְּבָרִים‎) — одна из 54 недельных глав-отрывков, на которые разбит текст Пятикнижия (Хумаша). 44-й раздел Торы, 1-й раздел книги Второзакония.

## Краткое содержание
В первый день месяца Шват, за 37 дней до своей смерти, Моше начинает повторение Торы собравшимся евреям, вспоминая случившиеся события и те законы, что были даны свыше в течение их сорокалетних странствий. Упрекает народ за их грехи и пороки и призывая их хранить Тору, соблюдать её заповеди в той земле, которую Бог даёт им в вечное владение, и в которую они придут после смерти Моше. Он вспоминает, как он назначил судей и смотрителей, чтобы облегчить своё бремя вершить правосудие над народом и учить их слову Божьему. Также упоминает путешествие от горы Синай через пустыню, вспоминает поход лазутчиков и последовавший вслед за тем отказ народа от Земли Обетованной, вследствие чего Всевышний постановил, что всё поколение Исхода (включая самого Моше) должно будет умереть в пустыне. Рассказывает и о недавних событиях: отказ народов Моава и Амона позволить израильтянам пройти через свои земли, войны с эморейскими царями Сихоном и Огом и расселение на их землях колен Реувена, Гада и части колена Менаше. Касается напутствия своего преемника Йеошуа, который приведёт народ в Святую Землю и возглавит евреев в битвах за овладение ею: «Не страшитесь их, ибо Господь, Бог ваш, Сам ведёт за вас битву!».